# Paltoga
Paltoga (russisk: Палтога, tr. Paltoga) er et bysamfund i Vologda oblast i Rusland. Indbyggertallet var 295 i 2002. Byen blev grundlagt i 2001 som en sammenlægning af flere nærliggende landsbyer.
61°00′37″N 36°09′00″Ø / 61.0103°N 36.15°Ø